# Mahlzeiten
Mahlzeiten ("måltider") är en västtysk dramafilm från 1967 i regi av Edgar Reitz, med Heidi Stroh och Georg Hauk i huvudrollerna. Den handlar om ett par som träffas under studietiden, får flera barn och genomgår äktenskapliga kriser till följd av mannens existentiella bekymmer. Filmen var regissörens spelfilmsdebut. Den räknas till den nya tyska filmen.
Den gick upp på tyska biografer den 21 mars 1967. Vid filmfestivalen i Venedig samma år fick den debutpriset.

## Medverkande
- Heidi Stroh som Elisabeth
- Georg Hauke som Rolf
- Nina Frank som Irina
- Ruth von Zerboni som Rolfs mor
- Ilona Schütze som Ilona
- Dirk Borchert som en vän
- Klaus Lackschewitz som en vän
- Peter Hohberger som Brian Leak